# Лаундс (окръг, Алабама)
Окръг Лаундс (на английски: Lowndes County) е окръг в щата Алабама, Съединени американски щати. Площта му е 1878 km², а населението – 10 311 души (1 април 2020). Административен център е град Хейнсвил.